# Klausenhütte
Die Klausenhütte ist eine ehemals bewirtschaftete private Schutzhütte zwischen Klausenberg und Zinnenberg (auch bekannt unter der Bezeichnung „Zinnkopf“) unweit der Hochries in den Chiemgauer Alpen. Sie liegt im österreichischen Bundesland Tirol, wenige Meter neben der Grenze zu Bayern. Seit 2007 ist sie geschlossen, da sie den vorgeschriebenen Standards nicht mehr genügte. Eigentümer ist der Baron von Cramer-Klett aus Aschau im Chiemgau. Die Klausenhütte ist nicht zu verwechseln mit der Klausner Hütte in Südtirol.

## Aufstieg
- von Hainbach
- vom Grat kommend von Süden (Spitzstein, 1596 m ü. NHN) oder Norden (Predigtstuhl, 1494 m ü. NHN)

## Gipfelbesteigungen
- Klausenberg, 1554 m ü. NHN
- Zinnenberg, 1565 m ü. NHN

## Übergänge
- Spitzsteinhaus
- Hochrieshütte
- Riesenhütte
- Frasdorfer Hütte

## Einzelnachweis
1. ↑  Der Chiemgauer. (Memento des Originals vom 21. Januar 2016 im Internet Archive)  Info: Der Archivlink wurde automatisch eingesetzt und noch nicht geprüft. Bitte prüfe Original- und Archivlink gemäß Anleitung und entferne dann diesen Hinweis. abgerufen am 16. September 2009.